# エスビャウ空港
エスビャウ空港（エスビャウくうこう、デンマーク語: Esbjerg Lufthavn、(IATA: EBJ, ICAO: EKEB)）は、デンマークのエスビャウの北東5海里（およそ 9.2 km）にある小規模な空港。
1971年4月4日に開港した当時、デンマーク航空 (Det Danske Luftfartselskab, DDL：後のスカンジナビア航空）は、コペンハーゲンへ 1日 2便の運航を開始した。1979年には、マースク航空（後のスターリング航空）がこの路線の運航を引き継ぎ、1999年にはシンバー・スターリングが運航を試みたが、翌年にはこの路線は中止となった。このため、エスビャウ空港からの国内線便はなくなった。これは、それぞれ1997年と1998年に鉄道と自動車のグレートベルト・リンクが開通したことと、旅客税に関する新しい法律の結果であった。2015年3月には、ES-air A/S 社がコペンハーゲン行きの路線に短期間だけ運航した。

## 就航航空会社と就航都市

### 旅客便
この空港に定期航路を設け、チャーター便を就航させている航空会社は、以下の通り。
| 航空会社        | 就航地             |
| --------------- | ------------------ |
| AISエアラインズ | スタヴァンゲル空港 |
| ローガンエアー  | アバディーン       |

エスビャウ空港は、もっぱら、北海油田の石油・ガス・プラットフォームに向かうヘリコプターのヘリポートとして利用されている。